# Шарон ден Адел
Шарън Джени ден Адел (на нидерландски: Sharon Janny den Adel) е нидерландска певица и композиторка, родена на 12 юли 1974 в Waddinxveen, Нидерландия.
Известна е като вокалистка и един от главните текстописци в нидерландската метъл група Within Temptation. От 13-годишна възраст е взимала участия в различни групи, включително в рок група, наречена Kashiro, и се присъединява към Within Temptation през 1996.

## Биография

### В Within Temptation
Заедно с приятеля си, Робърт Уестърхолт, Шарън е един от съоснователите на Within Temptation. Тя дефинира тяхната работа като епична и кинематографична. Нейните вокали играят важна роля в изграждането на звука на групата, въпреки че никога преди не е тренирала гласа си. Гласът ѝ се определя като мецосопран, но въпреки диапазонът вокалите ѝ са леки и лирични. Преди групата да стане известна Шарън работи в модна компания. След успеха на втория сингъл „Ice Queen“ от втория им албум, тя напуска модната индустрия, за да се фокусира върху музиката.

### Други участия
Шарън ден Адел взима участие в други известни групи като After Forever, Delain, Армин ван Бюрен, Oomph!. Пее частта на Ана Хелд в проекта на Тобиас Самет Avantasia, както и Индийката в рок операта на Ayreon „Into the Electric Castle“. Изпълнява вокалите в песента на Тимо Толки „Are You The One?“, пише и изпълнява песента „In And Out Of Love“ от албума на Армин ван Бюрен „Imagine“, както и взима участие в албума „Lucidity“ на Delain и „Prison of Desire“ на After Forever.

### Семейно положение
Шарън и дългогодишният ѝ партньор Робърт Уестърхолт имат дъщеря – Ева Луна, родена на 7 декември 2005. Бременността ѝ с Луна протича по време на турнето The Silent Force Tour. Понастоящем живеят в Хилверсум, Нидерландия, имат 2 котки на име Хапло и Лола. На 22 февруари 2009 Шарън обявява, че е бременна с второто си дете. На 1 юни 2009 преждевременно се ражда Робин Айден. На 26 ноември 2010 Шарън ден Адел обявява, че очаква третото си дете, като датите за турнето през следващата година са отложени за есента на 2011, заради предишни усложнения по време на бременностите. Раждането на сина ѝ Логан Арвин е обявено на 31 март 2011 г.

## Дискография

### Within Temptation

#### Албуми
- Enter (1997)
- Mother Earth (2001)
- The Silent Force (2004)
- The Heart of Everything (2007)
- An Acoustic Night at the Theatre (2009)
- The Unforgiving (2011)

#### EP (Extended play)
- The Dance (1998)
- Running Up That Hill (2003)
- The Howling (2007)

#### DVD
- Mother Earth Tour (2003)
- The Silent Force Tour (2005)
- Black Symphony (2008)

#### Сингли
- Restless (1997)
- Our Farewell (2000)
- Ice Queen (2001)
- Mother Earth (2003)
- Never-Ending Story ([2003]) (промо)
- Stand My Ground (2004)
- Memories (2005)
- Angels (2005)
- Jillian (I'd Give My Heart) (2005) (промо)
- What Have You Done (2007)
- Frozen (2007)
- All I Need (2007)
- Forgiven (2008)
- Utopia (Featuring Chris Jones) (2009)
- Faster (2011)

### Гост участия
- Embrace (Voyage, 1996) „Frozen“
- Bash (Silicon Head, 1997) „Hear“
- Into the Electric Castle (Ayreon, 1998) „Isis & Osiris“, „Amazing Flight“, „The Decision Tree“, „Tunnel of Light“, „The Garden of Emotions“, „Cosmic Fusion“, „Another Time, Another Space“
- Schizo (De Heideroosjes, 1999) „Regular Day in Bosnia“
- Prison of Desire (After Forever, 2000) „Beyond Me“
- The Metal Opera (Avantasia, 2000) „Farewell“
- Inside (Orphanage, 2000) „Behold“
- Architecture of the Imagination (Paralysis, 2000) „Fly“, „Architecture of the Imagination“
- Fast Forward (De Heideroosjes, 2001) „Last Call to Humanity“
- Fooly Dressed (Aemen, 2002) „Time“, „Waltz“
- The Metal Opera Part II (Avantasia, 2002) „Into the Unknown“
- Hymn to Life (Тимо Толки, 2002) „Are You the One?“
- Pinkpop 2005 (De Heideroosjes, 2005) „Candy (кавър на Иги Поп)“
- Lucidity (Delain, 2006) „No Compliance“
- „Crucify“ (De Laatste Show-band, Tori Amos cover live)
- Imagine (Армин ван Бюрен, 2008) „In and Out of Love“
- Pure Air (Agua de Annique, 2009) „Somewhere“ (Duet)
- Night of the Proms 2009 (Джон Майлс, Катона Туинс, Шарън ден Адел) „Stairway to Heaven“
- Truth Or Dare (Oomph! album)|Truth Or Dare (Oomph!, 2010) „Land Ahead“